# Oru (Estonia)
Oru è un ex comune dell'Estonia situato nella contea di Läänemaa, nell'Estonia occidentale; classificato come comune rurale, il centro amministrativo era la località (in estone küla) di Linnamäe.
Nel 2013 è confluito, insieme a Risti e a Taebla, nel nuovo comune di Lääne-Nigula.

## Località
Oltre al capoluogo, il centro abitato comprende altre 14 località:
Auaste, Ingküla, Jalukse, Keedika, Kärbla, Linnamäe, Niibi, Mõisaküla, Salajõe, Saunja, Seljaküla, Soolu, Uugla, Vedra.